# Manchester (wieś w Vermont)
Manchester – wieś (village) w Stanach Zjednoczonych, w stanie Vermont, w hrabstwie Bennington, w gminie (town) Manchester.